# Ronse

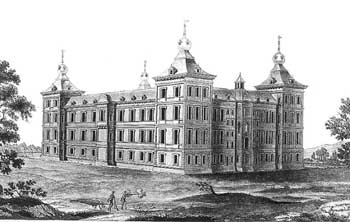
Schloss Ronse (1823 zerstört)

Ronse (französisch Renaix) ist eine flämische Stadt im Südwesten der Provinz Ostflandern in Belgien mit 27.356 Einwohnern (Stand 1. Januar 2024) und einer Fläche von 34,5 km². Ronse ist eine Fazilitäten-Gemeinde.

## Geschichte
Im 7. Jahrhundert („wahrscheinlich 660“: Geneawiki 2021, „590/649“: Prinz XII B1) wurde hier ein Kloster gegründet. Im 9. Jahrhundert sollen Reliquien des Hl. Hermes hier angekommen sein. 833 verlieh Kaiser Ludwig der Fromme Güter, die vorher dem Kloster Ronse („Rodenacum“) gehörten (LA NRW Bestand 121.31.00). 834 gab Ludwig der Fromme – anlässlich der Gründung des Erzbistums Hamburg – dem Missionar und künftigen Erzbischof Ansgar auch die „cella“ Ronse als Ausstattungsgut, die angeblich schon Karl der Große – wenn er noch vor seinem Tod das Erzbistum Hamburg hätte gründen können – dem neuen Erzbistum geschenkt hätte. Diese Urkunde wird von den Historikern als „Fälschung aufgrund einer echten Vorlage“ bezeichnet (Regesta Imperii I, 928). 880 soll das Kloster von den Normannen niedergebrannt worden sein. Die geretteten Reliquien bekamen die Mönche 940 zurück und legten sie 1089 in einer romanischen Krypta nieder, wie belgische Historiker berichten. Die neue Klosterkirche wurde 1129 geweiht, und die nun einsetzende Wallfahrt unterstützte die heimische Wirtschaft. 1158 bestätigte Kaiser Friedrich I. (Barbarossa) dem Hamburger Erzbischof seinen Besitz in Ronse, weil letzterer die Urkunde Ludwigs (des Frommen) von 834 vorlegen konnte, deren Fälschung offenbar nicht erkannt wurde (Regesta Imperii IV, 534).
1240 erhielt Ronse Stadtrechte von seinem Stadtherrn Gerhard von Waudripont. Im 13. und 14. Jahrhundert blühte die Stadt besonders durch die Tuchfabrikation auf. 1478 wurde sie von französischen Truppen niedergebrannt. Mitte des 16. Jahrhunderts wurde die Stadt, die zu den Spanischen Niederlanden gehörte, ein Zentrum des Calvinismus. Unter der Schreckensherrschaft des spanischen Statthalters Herzog von Alba von 1567 bis 1573 waren viele Tuchweber gezwungen, nach Holland, Deutschland oder England zu emigrieren. Am 21. Juli 1559 vernichtete ein Stadtbrand die meisten Gebäude. Bis Anfang des 17. Jahrhunderts wurde die Stadt wieder aufgebaut. 1629 wurde die Baronie Renaix/Ronse dem katholischen Grafen Johann VIII. von Nassau-Siegen verliehen, der im Dreißigjährigen Krieg als kaiserlicher und spanischer General diente. Er ließ hier ein prächtiges Schloss erbauen (das 1823 zerstört wurde). Eine Pestepidemie entvölkerte 1635 bis 1636 die Stadt nahezu völlig.

## Sehenswürdigkeiten
- Basilika St. Hermes

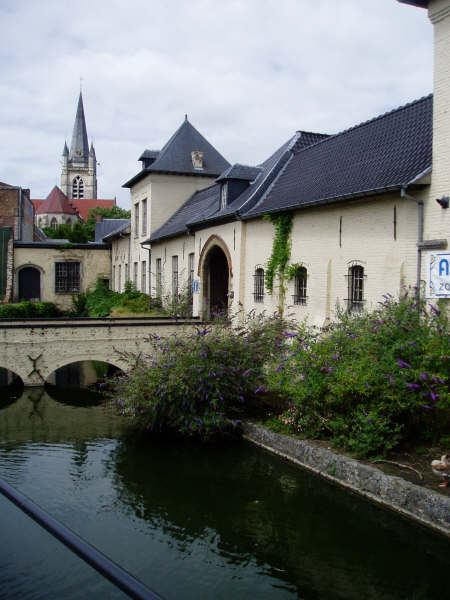
Museum mit der Hermeskirche im Hintergrund

- Park de l’Arbre de Malander mit Sonnenuhr und Panoramablick auf Ronse
- Folkloremuseum
- Textilmuseum
- St.-Martinus-Turm
- Rathaus
- Statue der Bonmos
- Peetje en Meetje, ein Pseudodolmen
- Zottenmauer und die musikalische Statue von Ephrem Delmotte
- Sonnenuhr an der Bibliothek
- zahlreiche Art-déco-Häuser
- Die Villa Carpentier
- Der Musikwald
- Erneuerte Marktplatz

## Bahnhof

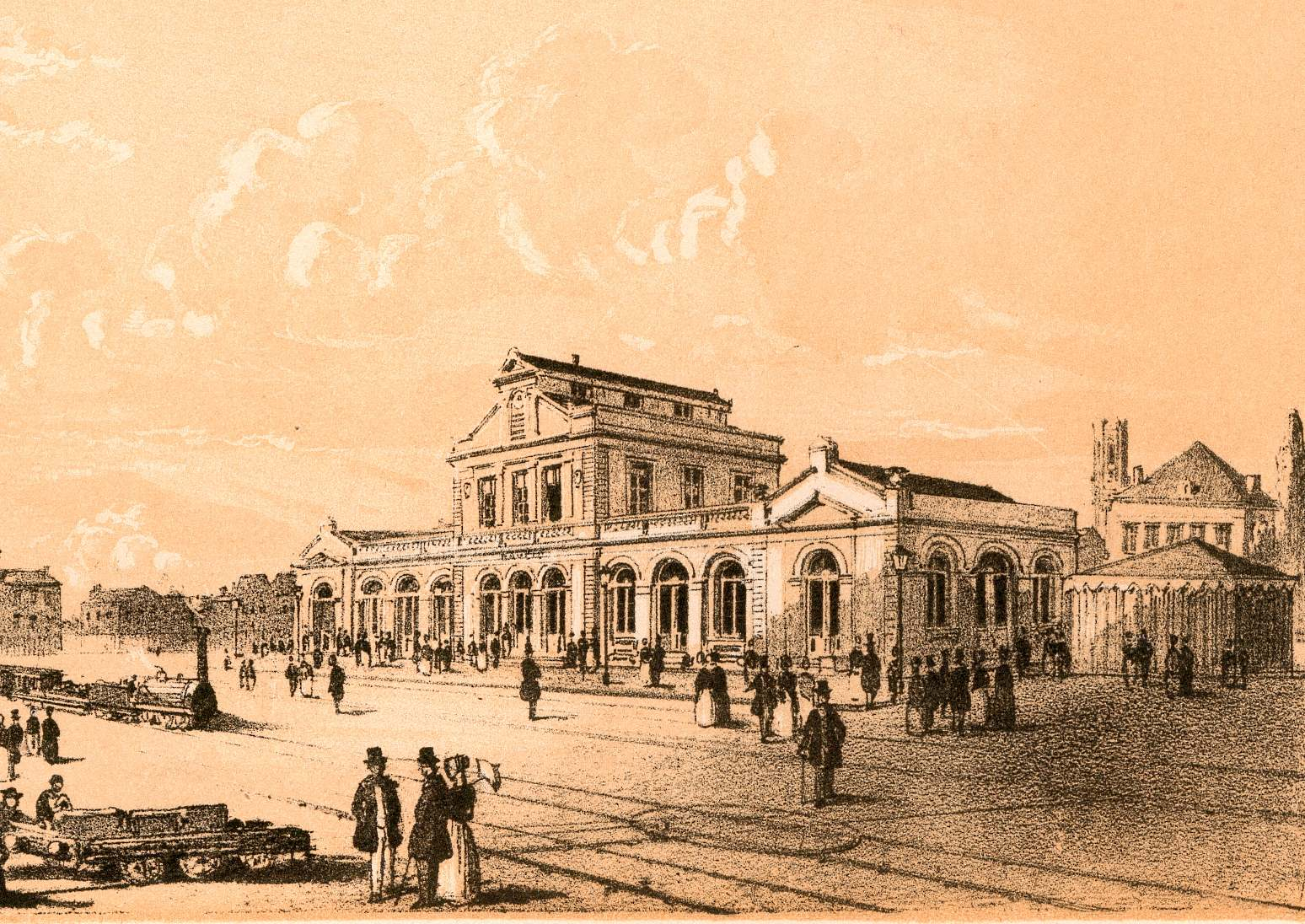
Empfangsgebäude des Bahnhofs von Brügge um 1840 (auf ’t Zand) – heute in Ronse

Das Empfangsgebäude des Bahnhofs Ronse ist das Gebäude des ersten Bahnhofs Brügge, das hierher transloziert wurde. Beim Aufbau des Gebäudes wurden allerdings die Seiten vertauscht, so dass die ehemalige Gleisseite zur Straßenseite des Bahnhofs wurde.

## Partnerstädte
- Kleve, Deutschland
- Sandwich, Kent, Vereinigtes Königreich
- Saint-Valery-sur-Somme, Picardie, Frankreich
- Jablonec nad Nisou, Tschechien
- M’saken, Tunesien

## Söhne und Töchter der Stadt
- Cipriano de Rore (1515/16–1565), flämischer Komponist, Madrigalist
- Louis Ferdinand de Mondet (1748–1819), österreichischer General
- Ovide Decroly (1871–1932), Arzt und Reformpädagoge
- Auguste Landrieu (1888–?), Turner
- Valère Depauw (1912–1994), Schriftsteller
- José Ruysschaert (1914–1993), Bibliothekar
- Etienne Verschueren (1928–1995), Jazzmusiker und Filmkomponist
- Roland Cardon (1929–2001), Musiker (Komponist, Musikpädagoge und Dirigent)
- Tony Bauwens (1936–2009), Jazzmusiker
- Pierre Carteus (1943–2003), Fußballspieler
- Thierry De Cordier (* 1954), Graphiker und Maler
- Rudy Demotte (* 1963), Politiker
- Serge Plume (* 1967), Jazzmusiker
- Stéphanie von Luxemburg (* 1984), belgische Gräfin und Ehefrau des Erbgroßherzogs von Luxemburg
- Thomas Degand (* 1986), Radrennfahrer
- Alix Gerniers (* 1993), Hockeyspielerin
- Flore Vandenhoucke (* 1995), Badmintonspielerin